# Le Ménil-Guyon
Le Ménil-Guyon är en kommun i departementet Orne i regionen Normandie i nordvästra Frankrike. Kommunen ligger i kantonen Courtomer som tillhör arrondissementet Alençon. År 2022 hade Le Ménil-Guyon 83 invånare.

## Befolkningsutveckling
Antalet invånare i kommunen Le Ménil-Guyon
| Referens: INSEE |